# Bert Janssens (acteur)
Bert Janssens (Gistel, 1992) is een Belgische acteur en sketchschrijver.

## Biografie
Bert Janssens groeide op in Gistel. Hij studeerde "Film, TV en Video" aan de filmschool Narafi (Luca School of Arts) in Brussel en besliste op het einde van zijn studies om klankman te worden.
Hij kon na zijn studies gedurende enkele jaren aan de slag met opdrachten als klankman bij Ketnet, maar vond weinig voldoening in de job. Hij solliciteerde bij Woestijnvis en werd in 2017 aangenomen als sketchschrijver voor het satirisch programma De Ideale Wereld. Als nieuwkomer werd hij gevraagd om zelf ook mee te spelen in de sketches. Hoewel hij niet de minste ervaring had als acteur stemde hij toe en bleek er aanleg voor te hebben. Hij werd, naast sketchschrijver, snel een vaste waarde als acteur bij de Ideale Wereld en werd ook vertolker van terugkerende typetjes als charmezanger Roland, de rapper Kilboy Sweet en commissaris Pappers. Hij vormt dikwijls een duo met Willem Leyssens. Sinds 2022 is Bert Janssens ook regelmatig de side-kick van presentatrice Ella Leyers.
Bert Janssens trad in 2023 met Willem Leyssens op als de drillrappers "Killboy Sweet & Murder Spice" tijdens De Warmste Week in Brugge en in 2024 op de 505-concerten van de menselijkheid in Antwerpen.
Naast De Ideale Wereld speelde Janssens ook rollen in onder andere Nonkels, Dansaertvlamingen en de Streamz-reeksen Couples Therapy, Onderhuids en Doe zo voort.
Bert Janssens is sinds 2013 drummer van de Gentse band Alpha Whale.